# Shoot Out
「Shoot Out」（シュート アウト）は、韓国の男性歌手グループ、MONSTA Xの楽曲。朝鮮語版と英語版と日本語版の3バージョンが制作されており、朝鮮語版は2018年10月22日にLOENエンターテインメントより2ndフル・アルバム『Take.1 Are You There?』からのリード・シングルとして、英語版は2018年11月8日に配信限定で、日本語版は2019年3月27日に日本での5作目のシングルとして発売された。
作詞はソ・ジウムは手がけ、作曲はダニエル・キムとStereo14の共作で、ラップ部分はジュホンとI.Mによって書かれた。歌詞は喪失感と迷いの狭間で救いを求めて彷徨うさまを描いたもの。
なお、事務所の後輩グループであるIZ*ONEの日本のファンがMONSTA Xを指す名称として使用している「ワカワカ先輩」は、本作の冒頭の「Walker, walker」というフレーズを空耳したワードに由来している。

## リリース
2018年10月22日にLOENエンターテインメントより2ndフル・アルバム『Take.1 Are You There?』からのリード・シングルとして発売され、『Take.1 Are You There?』の3曲目に収録された。同日にはミュージック・ビデオが公開された。
11月8日には配信限定で英語版が発売された。
2019年3月27日にMercury Tokyoより日本語版が、5作目のシングルとして発売され、カップリング曲として「叶わぬ恋と知りながらも、抑えられない感情」を描いた日本オリジナル楽曲「FLASH BACK」が収録された。前作『LIVIN' IT UP』から約半年ぶりのリリースで、初回限定盤A（品番 : UMCE-89400）、初回限定盤B（品番 : UMCE-89401）、通常盤（品番 : UMCE-89402）の3形態でのリリースされた。初回限定盤Aに付属のDVDには「Shoot Out」のミュージック・ビデオとメイキング映像が収録された。初回限定盤Aには表題曲「Shoot Out」のミュージック・ビデオとメイキング映像が収録されたDVDが付属し、初回限定盤Bはアナログサイズジャケット仕様でアナザージャケット全7種のうち1枚がランダムで、通常盤には初回限定特典として全15種のトレーディングカードのうち1枚がランダムで封入された

## チャート成績
朝鮮語版は、Component Download Chartで最高41位、ビルボード誌が発表したWorld Digital Song Salesチャートで最高6位を獲得した。
日本語版が収録されたシングルは、2019年4月8日付のオリコン週間シングルランキングで初登場2位を獲得し、販売枚数10万枚を突破して日本レコード協会からゴールド認定を受けた。

## 収録内容
| #         | タイトル      | 作詞                     | 作曲                 | 時間 |
| --------- | ------------- | ------------------------ | -------------------- | ---- |
| 1.        | 「Shoot Out」 | Seo Ji-Eum, Jooheon, I.M | Daniel Kim, Stereo14 | 3:27 |
| 合計時間: | 合計時間:     | 合計時間:                | 合計時間:            | 3:27 |

| #         | タイトル                     | 作詞                     | 作曲                 | 時間 |
| --------- | ---------------------------- | ------------------------ | -------------------- | ---- |
| 1.        | 「Shoot Out -English ver.-」 | Seo Ji-Eum, Jooheon, I.M | Daniel Kim, Stereo14 | 3:27 |
| 合計時間: | 合計時間:                    | 合計時間:                | 合計時間:            | 3:27 |

| #         | タイトル                      | 作詞                                                  | 作曲                                         | 時間 |
| --------- | ----------------------------- | ----------------------------------------------------- | -------------------------------------------- | ---- |
| 1.        | 「Shoot Out -Japanese ver.-」 | - Seo Ji-Eum, Jooheon, I.M - YVES & ADAMS（日本語詞） | Daniel Kim, Stereo14                         | 3:28 |
| 2.        | 「FLASH BACK」                | YVES & ADAMS                                          | Albin Nordqvist, Yoshi Breen, Peter St James | 3:27 |
| 合計時間: | 合計時間:                     | 合計時間:                                             | 合計時間:                                    | 6:55 |

| #  | タイトル                          | 作詞 | 作曲・編曲 | 監督 |
| -- | --------------------------------- | ---- | ---------- | ---- |
| 1. | 「Shoot Out」(Music Video)        |      |            |      |
| 2. | 「Shoot Out」(Music Video Making) |      |            |      |